# Wodonga
Wodonga é uma pequena cidade ao de Vitória na fronteira com Nova Gales do Sul, a 300 quilômetros a nordeste de Melbourne, Austrália.

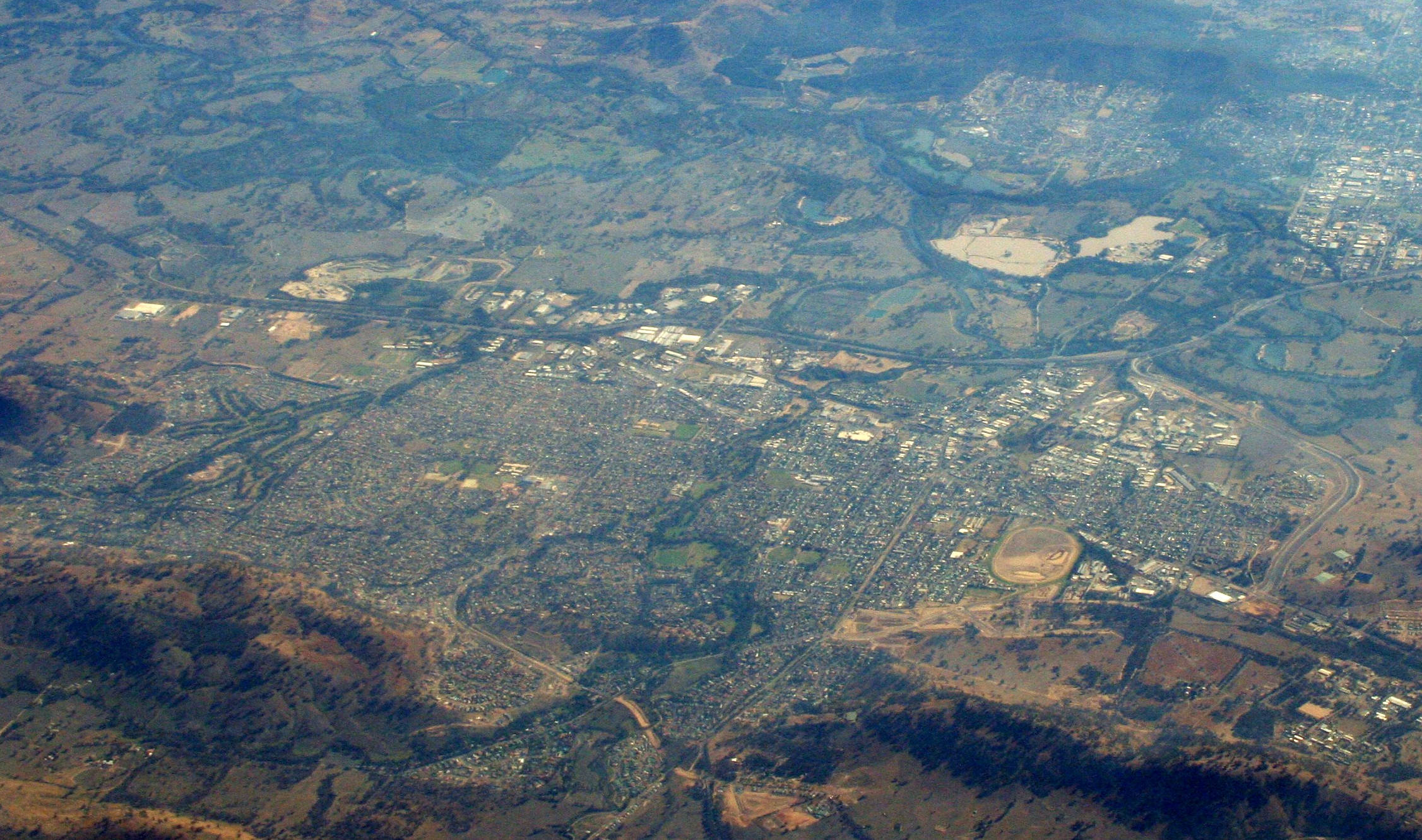